# 延康 (沈法興)
延康（えんこう）は、隋末唐初に梁政権を樹立した沈法興が使用した元号。
619年 - 620年。

## 西暦・干支との対照表
| 延康 | 元年  | 2年   |
| 西暦 | 619年 | 620年 |
| 干支 | 庚辰  | 辛巳  |